# Verbandsgemeinde Hamm (Sieg)
Die Verbandsgemeinde Hamm (Sieg) ist eine Gebietskörperschaft im Landkreis Altenkirchen (Westerwald) in Rheinland-Pfalz. Der Verbandsgemeinde gehören zwölf Ortsgemeinden an, der Verwaltungssitz ist in Hamm an der Sieg.

## Geographie
Die Verbandsgemeinde umfasst den Nordwesten des Landkreises Altenkirchen. Im Westen und Norden grenzt sie an die nordrhein-westfälischen Gemeinden Windeck und Morsbach. Die beiden Verbandsgemeinden Altenkirchen und Wissen begrenzen sie im Süden und Osten.

## Verbandsangehörige Gemeinden
| Ortsgemeinde                 | Fläche (km²) | Einwohner |
| ---------------------------- | ------------ | --------- |
| Birkenbeul                   | 4,76         | 433       |
| Bitzen                       | 2,30         | 767       |
| Breitscheidt                 | 3,66         | 1.028     |
| Bruchertseifen               | 2,89         | 777       |
| Etzbach                      | 3,05         | 1.340     |
| Forst                        | 4,25         | 590       |
| Fürthen                      | 2,20         | 1.217     |
| Hamm (Sieg)                  | 3,66         | 3.763     |
| Niederirsen                  | 2,84         | 93        |
| Pracht                       | 5,50         | 1.469     |
| Roth                         | 3,80         | 1.555     |
| Seelbach bei Hamm (Sieg)     | 3,40         | 134       |
| Verbandsgemeinde Hamm (Sieg) | 42,31        | 13.166    |

(Einwohner am 31. Dezember 2023)

## Bevölkerungsentwicklung
Entwicklung der Einwohnerzahlen, bezogen auf das heutige Gebiet der Verbandsgemeinde Hamm (Sieg); die Werte von 1871 bis 1987 beruhen auf Volkszählungen:
| Jahr | Einwohner |
| 1815 | 2.175     |
| 1835 | 2.814     |
| 1871 | 4.424     |
| 1905 | 5.527     |
| 1939 | 6.881     |
| 1950 | 7.482     |

| Jahr | Einwohner |
| 1961 | 8.195     |
| 1970 | 9.664     |
| 1987 | 10.297    |
| 1997 | 12.784    |
| 2005 | 13.166    |
| 2023 | 13.166    |

## Politik

### Verbandsgemeinderat
Der Verbandsgemeinderat Hamm (Sieg) besteht aus 28 ehrenamtlichen Ratsmitgliedern, die bei der Kommunalwahl am 9. Juni 2024 in einer personalisierten Verhältniswahl gewählt wurden, und dem hauptamtlichen Bürgermeister als Vorsitzendem.
Die Sitzverteilung im Verbandsgemeinderat:
| Wahl | SPD | CDU | Grüne | FDP | FWG | Gesamt   |
| ---- | --- | --- | ----- | --- | --- | -------- |
| 2024 | 8   | 9   | 2     | –   | 9   | 28 Sitze |
| 2019 | 9   | 8   | 3     | 2   | 6   | 28 Sitze |
| 2014 | 12  | 10  | –     | 1   | 5   | 28 Sitze |
| 2009 | 11  | 9   | –     | 3   | 5   | 28 Sitze |
| 2004 | 11  | 10  | –     | 3   | 4   | 28 Sitze |

- FWG = Freie Wählergruppen Verbandsgemeinde Hamm/Sieg e. V.

### Bürgermeister
Dietmar Henrich (parteilos) wurde am 1. Januar 2018 Bürgermeister der Verbandsgemeinde Hamm. Bei der Stichwahl am 15. Oktober 2017 war er mit einem Stimmenanteil von 79,77 % für acht Jahre in dieses Amt gewählt worden, nachdem bei der Direktwahl am 24. September 2017 keiner der ursprünglich vier Bewerber eine ausreichende Mehrheit erreicht hatte. Henrich ist Nachfolger von Rainer Buttstedt, der das Amt 25 Jahre ausübte.

### Wappen
| Wappen von Verbandsgemeinde Hamm | Blasonierung: „In Rot silberner Wellenschrägbalken nach links, belegt mit blaubewehrtem und -gezungtem goldenen Leopard, der in den Pranken ein silbernes Kammrad hält, im Schildfuß silberne Hammer und Schlegel schräggekreuzt. Im silbernen Schildbord 13 grüne Kugeln.“ |
| Wappen von Verbandsgemeinde Hamm | |

### Wahlkreise
Bei Landtagswahlen gehören die der Verbandsgemeinde Hamm (Sieg) angehörenden Gemeinden zum Wahlkreis 02-Altenkirchen, bei Bundestagswahlen zum Wahlkreis 198-Neuwied.